# RuneScape
Runescape — масова багатокористувальницька онлайнова рольова гра (MMORPG), розроблена Jagex Ltd.. Гра набула широкого поширення серед любителів пригодницьких ігор в США, Великій Британії та країнах Західної Європи. Виконана у вигляді Java-додатку, вона надає гравцям повноцінний тривимірний віртуальний світ. При цьому не потрібно інсталяції, достатньо мати браузер та встановлену віртуальну машину Java. Гра невимоглива до швидкості з'єднання з Інтернетом, і на низьких налаштуваннях графіки доступна практично з будь-якого комп'ютера.

## Ігровий процес
У грі півтори сотні серверів в різних країнах. Їх в RuneScape називають світами, і при вході в гру можна вибрати будь-який. Персонаж гравця з усім нажитим майном може вільно переходити з світу в світ і спілкуватися з гравцями в інших світах.
Грають у вигаданому королівстві Gielinor, що розділено на декілька регіонів та міст. У гравця є можливість переміщатися картою — пішки або використовуючи різні способи транспортування. Кожний гравець може вибрати свої шлях розвитку та прокачування персонажа, як і багато інших ігор жанру MMORPG, RuneScape відрізняється нелінійністю сюжету. Рольова система побудована на навичках (англ. skills): розвиваючи те чи інше вміння, ви підвищуєте свій рівень — окремий для кожної навички. При погляді на інших гравців ви бачите їх загальний бойовий рівень, який вираховується з рівнів сили, атаки, захисту, здоров'я, стрільби, магії, молитви та навички викликання істот. Інші навички — мирні, наприклад рибальство, кулінарія, злодійство, виготовлення зілля, тощо.

### Навички (Skills)
У грі для гравця доступні 25 навичок (англ. Skills). Під час гри користувач покращує свої навички, набираючи досвід. Чим вище рівень, тим більше нових можливостей відкривається перед гравцем. Сумарний рівень всіх навичок (англ. Total Level) визначає місце гравця в таблиці рекордів (англ. High Scores). Максимальний рівень кожної навички — 99 (окрім Dungeoneering, тут існує 2 віхи — 99 та 120 рівень). Після досягнення цього рівня гравець отримує право носити особливий плащ (купити який можна лише в платній версії гри), а також виконувати спеціальну емоцію, що підкреслює майстерність в певній навичці. Основна частина навичок доступна як у безкоштовній (Free-to-play), так і в платній (Pay To Play) версії.